# Šášina
Šášina (Schoenus) je rod jednoděložných rostlin z čeledi šáchorovité (Cyperaceae).

## Popis
Jedná se o vytrvalé trsnaté byliny s oddenky. Jsou jednodomé s oboupohlavnými květy. Lodyhy jsou oblé, nevětvené nebo nahoře větvené. Listy jsou nahloučeny na bázi, jsou jednoduché, přisedlé, s listovými pochvami. Čepele jsou šídlovité, žilnatina je souběžná, jazýček chybí. Květy jsou oboupohlavné, jsou v květenstvích, kláscích. Klásky skládají kružel o zpravidla 10-25 kláscích, kružel je silně hlávkovitě stažený. Květenství je vrcholové, ale někdy může být zdánlivě boční, kdy listen tvoří zdánlivé pokračování stonku. Květenství je podepřeno 1-2 listeny. Květy vyrůstají z paždí jednožilných plev, které jsou zpravidla temně purpurové až černé barvy, střední žilka je protažena v krátkou osinu. Dolní květy v klásku bývají sterilní. Okvětí je redukováno na 3-6 štětinek se zpětnými háčky, které slouží k zachycování na tělech živočichů (zoochorie), někdy je okvětí zcela zakrnělé. Tyčinky jsou 3, jsou volné. Gyneceum je složeno ze 3 plodolistů, je synkarpní, blizny jsou 3, semeník je svrchní. Plodem je nažka, zpravidla bělavá, trojboká, na povrchu hladká nebo slabě síťnatá.

## Rozšíření ve světě
Je známo asi 80 druhů, které jsou rozšířeny hlavně od teplejších částí mírného pásu po tropy celého světa, hlavně v Austrálii a jižní Asii, méně jinde v Asii, Evropě, Severní Americe, Jižní Americe a v Africe.

## Rozšíření v Česku

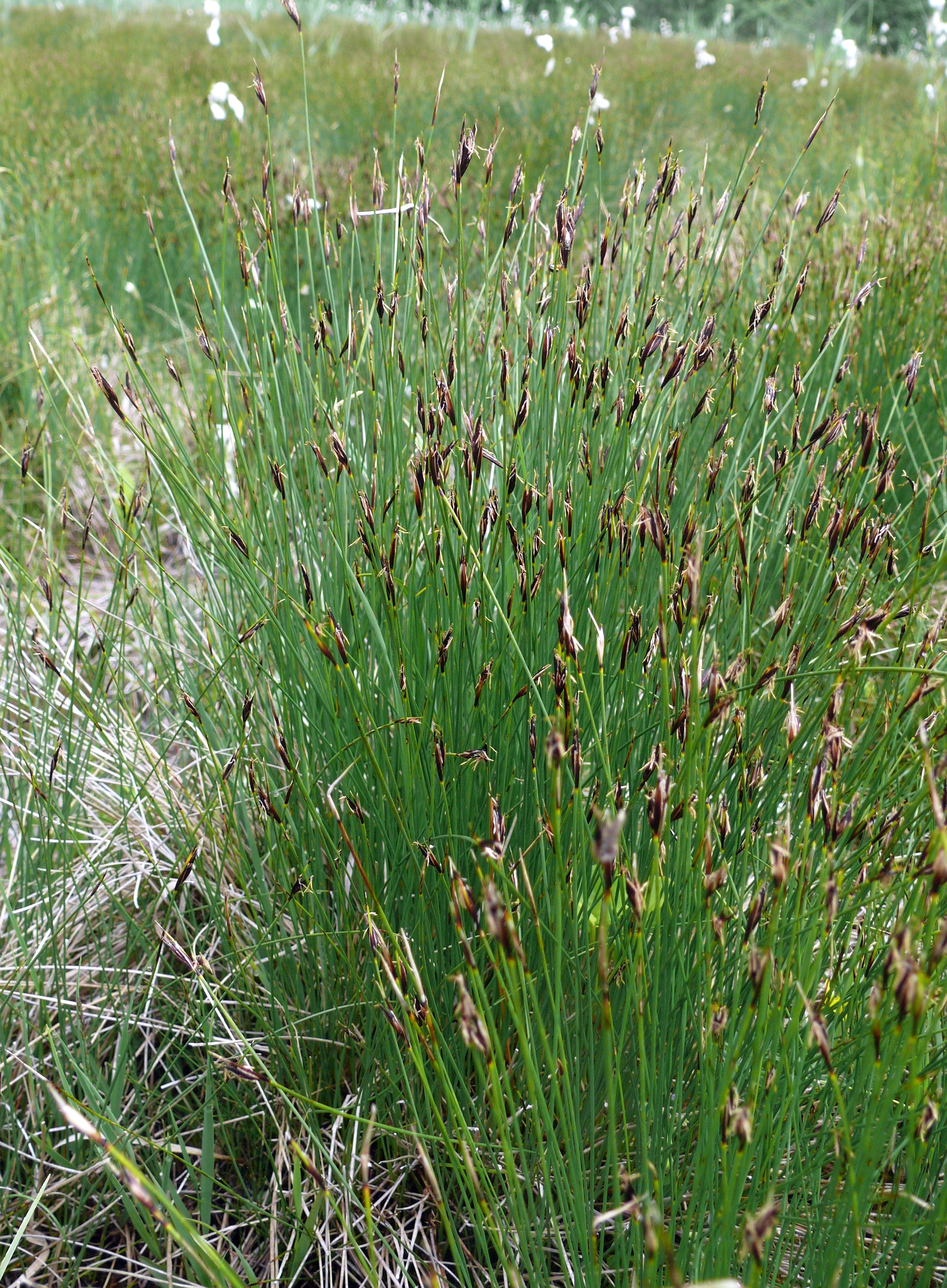
Schoenus ferrugineus

V ČR rostou pouze 2 druhy, oba jsou dnes v ČR velmi vzácné a kriticky ohrožené (C1). Šášina načernalá (Schoenus nigricans) dnes roste pouze na slatinných loukách u Mělnické Vrutice a u Bílichova ve Džbánu, dříve byla více rozšířena hlavně ve stř. a severních Čechách a možná asi i na jižní Moravě. Šášina rezavá rostla kdysi na slatinných loukách v Polabí, udržela se jen u Mělnické Vrutice, Všetat a u Lysé nad Labem.

## Seznam druhů
- Schoenus acuminatus – Austrálie
- Schoenus andrewsii – Austrálie
- Schoenus apogon – Asie
- Schoenus armeria – Austrálie
- Schoenus badius – Austrálie
- Schoenus benthamii – Austrálie
- Schoenus bifidus – Austrálie
- Schoenus breviculmis – Austrálie
- Schoenus brevisetis – Austrálie
- Schoenus caespititius – Austrálie
- Schoenus calcatus – Austrálie
- Schoenus calostachyus – Asie
- Schoenus capillifolius – Austrálie
- Schoenus centralis – Austrálie
- Schoenus clandestinus – Austrálie
- Schoenus cruentus – Austrálie
- Schoenus curvifolius – Austrálie
- Schoenus discifer – Austrálie
- Schoenus efoliatus – Austrálie
- Schoenus elegans – Austrálie
- Schoenus falcatus – Asie, Austrálie
- Schoenus ferrugineus – Evropa, asi i jinde
- Schoenus fluitans – Austrálie
- Schoenus globifer – Austrálie
- Schoenus grammatophyllus – Austrálie
- Schoenus grandiflorus – Austrálie
- Schoenus griffinianus – Austrálie
- Schoenus hexandrus – Austrálie
- Schoenus humilis – Austrálie
- Schoenus indutus – Austrálie
- Schoenus insolitus – Austrálie
- Schoenus karpatii – Albánie
- Schoenus laevigatus – Austrálie
- Schoenus lanatus – Austrálie
- Schoenus latitans – Austrálie
- Schoenus loliaceus – Austrálie
- Schoenus maschalinus – Austrálie
- Schoenus minutulus – Austrálie
- Schoenus multiglumis – Austrálie
- Schoenus nanus – Austrálie
- Schoenus natans – Austrálie
- Schoenus nigricans – Evropa, Asie, Afrika, Severní Amerika, Austrálie, Mexiko
- Schoenus nitens – Austrálie
- Schoenus nudifructus – Asie
- Schoenus obtusifolius – Austrálie
- Schoenus odontocarpus – Austrálie
- Schoenus pedicellatus – Austrálie
- Schoenus pennisetis – Austrálie
- Schoenus pleiostemoneus – Austrálie
- Schoenus plumosus – Austrálie
- Schoenus punctatus – Austrálie
- Schoenus racemosus – Austrálie
- Schoenus rigens – Austrálie
- Schoenus sculptus – Austrálie
- Schoenus sesquispiculus – Austrálie
- Schoenus subaphyllus – Austrálie
- Schoenus subbarbatus – Austrálie
- Schoenus subbulbosus – Austrálie
- Schoenus subfascicularis – Austrálie
- Schoenus subflavus – Austrálie
- Schoenus sublateralis – Austrálie
- Schoenus sublaxus – Austrálie
- Schoenus submicrostachyus – Austrálie
- Schoenus tenellus – Austrálie
- Schoenus trachycarpus – Austrálie
- Schoenus unispiculatus – Austrálie
- Schoenus variicellae – Austrálie
- a další